# 아돌포 비오이 카사레스
아돌포 비오이 카사레스(Adolfo Bioy Casares, es, 1914년 9월 15일 – 1999년 3월 8일)는 아르헨티나의 소설가, 언론인, 일기 작가이자 번역가이다. 그는 동포인 호르헤 루이스 보르헤스의 친구이자 빈번한 협력자였다. 그는 환상문학 소설인 모렐의 발명의 저자이다.

## 생애
아돌포 비오이 카사레스는 1914년 9월 15일 부에노스아이레스에서 아돌포 비오이 도메크와 마르타 이그나시아 카사레스 린치의 외아들로 태어났다. 그는 전통적으로 상류층 가정이 거주하던 부에노스아이레스의 레콜레타 지역에서 태어났으며, 생애 대부분을 그곳에서 보냈다. 그의 가족은 높은 사회 계층이었기 때문에 그는 문학에 전념할 수 있었고, 동시에 그의 작품을 당시의 전통적인 문학 매체와 구별할 수 있었다. 그는 11세에 첫 이야기("아이리스와 마르가리타")를 썼다. 그는 부에노스아이레스 대학교의 자유 중등 교육 학원에서 중등 교육을 시작했다. 나중에 그는 법, 철학, 문학 학위를 시작했지만 마치지는 못했다. 대학 분위기에 실망하여 그는 가족 목장으로 이사했고, 손님이 없을 때는 거의 전적으로 문학 공부에 전념했다. 20대 후반까지 그는 스페인어, 영어, 프랑스어 (4세부터 구사함) 및 독일어에 능숙했다. 1929년에서 1937년 사이에 비오이 카사레스는 여러 권의 책(Prólogo, 17 disparos contra lo porvenir, Caos, La nueva tormenta, La estatua casera, Luis Greve, muerto)을 출판했는데, 나중에 그는 이 책들을 경멸하며 추가 출판을 제한하고 논의를 거부하며 1940년 이전의 모든 작품을 '끔찍하다'고 평했다.
1932년 그는 빅토리아 오캄포 소유의 산 이시드로에 있는 빌라 오캄포에서 호르헤 루이스 보르헤스를 만났다. 그곳에서 그녀는 종종 다양한 국제 인사들을 초대하고 문화 행사를 조직했으며, 그중 하나에서 보르헤스와 비오이 카사레스가 만났다. 비오이 카사레스는 그 특정 행사에서 두 작가가 다른 손님들과 떨어져 있었고, 오캄포에게 꾸지람을 들었다고 회상했다. 이 꾸지람은 그들이 모임을 떠나 함께 도시로 돌아가게 만들었다. 그 여정은 평생의 우정과 많은 영향력 있는 문학적 협력 관계를 맺게 했다. H. 부스토스 도메크와 베니토 수아레스 린치라는 필명으로 두 사람은 단편 소설 (Seis problemas para don Isidro Parodi, Dos fantasías memorables, Un modelo para la muerte), 시나리오 (Los orilleros, Invasión), 환상 문학 (Antología de la literatura fantástica, Cuentos breves y extraordinarios) 등 다양한 프로젝트에서 협력했다. 1945년에서 1955년 사이에 그들은 보르헤스가 매우 존경했던 장르인 인기 있는 영어 추리물 번역 모음집인 "엘 셉티모 시르쿨로"("일곱 번째 원")를 감독했다. 2006년, 비오이 카사레스의 일기에서 발췌한 1600페이지가 넘는 전기적 서적인 보르헤스는 두 작가가 공유한 우정에 대한 많은 추가 세부 정보를 밝혔다. 비오이 카사레스는 이미 이전에 텍스트를 준비하고 수정했지만, 그는 스스로 출판할 수 없었다.
1940년, 그는 짧은 소설인 모렐의 발명을 출판했는데, 이는 그의 문학적 성숙기의 시작을 알렸다. 이 소설은 보르헤스가 쓴 서문을 포함하고 있으며, 그는 스페인 문학에서 SF의 선구자가 없음을 언급하며 비오이 카사레스를 새로운 장르의 선구자로 제시한다. 이 소설은 매우 잘 받아들여졌으며 1941년에 제1회 시립 문학상(Primer Premio Municipal de Literatura)을 수상했다. 이와 동시에, 보르헤스와 실비나 오캄포와의 협력으로 그는 두 권의 문집을 출판했다: Antología de la literatura fantástica (1940)와 Antología poética argentina (1941).
1940년, 비오이 카사레스는 빅토리아의 여동생이자 화가이자 작가인 실비나 오캄포와 결혼했다. 1954년, 비오이 카사레스의 정부 중 한 명이 미국에서 그의 딸 마르타를 낳았고, 마르타는 나중에 그의 아내 실비나에게 입양되었다. 마르타는 실비나 오캄포의 사망 불과 3주 후 자동차 사고로 사망하여 아돌포에게 두 자녀를 남겼다. 실비나 오캄포와 아돌포 비오이 카사레스의 유산은 부에노스아이레스 법원에 의해 아돌포 비오이 카사레스의 또 다른 사생아인 파비안 비오이에게 주어졌다. 파비안 비오이는 2006년 2월 11일 프랑스 파리에서 40세의 나이로 사망했다.
비오이는 SADE (아르헨티나 작가 협회, 1975)의 그란 프레미오 데 오노르, 프랑스 레지옹 도뇌르 훈장 (1981), 문학 분야 다이아몬드 코넥스 상 (1994), 부에노스아이레스의 저명한 시민 칭호 (1986), 미겔 데 세르반테스 상 (1991년 알칼라데에나레스에서 수상)을 포함한 여러 상을 받았다. 아돌포 비오이 카사레스는 부에노스아이레스의 레콜레타 묘지에 묻혀 있다.

## 작품
비오이 카사레스의 가장 잘 알려진 소설은 『모렐의 발명』(모렐의 발명)이다. 이 소설은 사법당국을 피해 수수께끼의 치명적인 질병에 감염되었다고 알려진 섬으로 도피한 한 남자의 이야기이다. 모든 것이 반복되는 이유를 이해하려 애쓰던 그는 그곳에서 보는 모든 사람들이 사실은 모렐이 발명한 특수 기계로 만들어진 기록물임을 깨닫는다. 이 기계는 3차원 이미지뿐만 아니라 목소리와 냄새까지 기록할 수 있어 현실과 구별할 수 없게 만든다. 이 이야기는 사실주의, 판타지, SF, 그리고 공포를 혼합하고 있다. 보르헤스는 서문에서 이 작품을 "논리적 상상력"의 산물이라 부르며 H. G. 웰스의 작품과 연결시켰다. 보르헤스와 옥타비오 파스 모두 이 소설을 "완벽하다"고 평했다. 이 이야기는 알랭 레네의 지난 해 마리앙바드에서와 TV 시리즈 로스트에 영향을 미친 것으로 알려져 있다.
소설 및 중편 소설
- 라 누에바 토르멘타 오 라 비다 데 후안 루테노, 167쪽 (1935; "새로운 폭풍 또는 후안 루테노의 삶")
- 모렐의 발명, 126쪽 (1940; 영어로 모렐의 발명, 1964년 번역, ISBN 1-59017-057-1)
- 엘 페르후리오 데 라 니에베, 64쪽 (1944; "눈의 위증")
- 플란 데 에바시온, 162쪽 (1945; 영어로 A Plan for Escape, 1975년 번역, ISBN 1-55597-107-5)
- 엘 수에뇨 데 로스 에로에스, 216쪽 (1954; 영어로 The Dream of Heroes, 1987년 번역, ISBN 0-7043-2634-5)
- 오메나헤 아 프란시스코 알메이라, 37쪽 (1954; "프란시스코 알메이라에게 바치는 헌사")
- 디아리오 데 라 게라 델 세르도, 207쪽 (1969; 영어로 Diary of the War of the Pig, 1972년 번역, ISBN 0-07-073742-8)
- 도르미르 알 솔, 229쪽 (1973; 영어로 Asleep in the Sun, 1978년 번역, ISBN 0-89255-030-9)
- 라 아벤투라 데 운 포토그라포 엔 라 플라타, 223쪽 (1985; 영어로 The Adventures of a Photographer in 라플라타, 1989년 번역, ISBN 0-7475-0798-8)
- 운 캄페온 데스파레호, 110쪽 (1993; "균등하지 않은 챔피언")

단편 소설집
- 17 디스파로스 콘트라 엘 포르베니르, 173쪽 (1933; "미래를 향한 17발의 총성")
- 카오스, 283쪽 (1934, "혼돈")
- 루이스 그레베, 무에르토, 157쪽 (1937; "루이스 그레베, 사망")
- 라 트라마 셀레스테, 246쪽 (1948; "천상의 줄거리")
- 라스 비스페라스 데 파우스토, 15쪽 (1949; "파우스트의 전야")
- 히스토리아 프로디히오사, 151쪽 (1956; "놀라운 역사")
- 엘 라도 데 라 솜브라, 192쪽 (1962; "그림자 쪽")
- 엘 그란 세라핀, 190쪽 (1967; "위대한 세라핌")
- 엘 에로에 데 라스 무헤레스, 191쪽 (1978; "여자의 영웅")
- 히스토리아스 데사포라다스, 231쪽 (1986; "거대한 이야기들")
- 우나 무녜카 루사, 179쪽 (1991; 영어로 A Russian Doll and Other Stories, 1992년 번역, ISBN 0-8112-1211-4)

일반적으로, 이 스페인어 컬렉션들은 체계적으로 영어로 번역되지 않았다. 영어 컬렉션은 다음과 같다:
- 선정된 이야기들, 176쪽 (1994, ISBN 0-8112-1275-0)

에세이

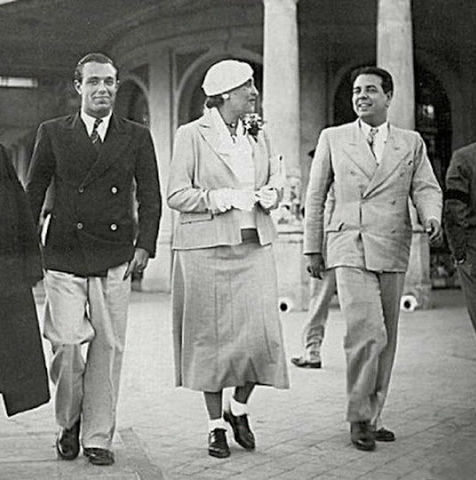
마르 델 플라타에서 빅토리아 오캄포와 호르헤 루이스 보르헤스와 함께한 비오이 카사레스, 사진작가 엔리코 미아그로의 사진

- 라 오트라 아벤투라, 153쪽 (1968, "다른 모험")
- 메모리아 소브레 라 팜파 이 로스 가우초스, 57쪽 (1970, "팜파스와 가우초에 대한 회상록")

미셀러니 (이야기, 시, 에세이, 성찰, 경구 등의 혼합 컬렉션)
- 프롤로고, 127쪽 (1929; "프롤로그")
- 라 에스타투아 카세라, 51쪽 (1936; "가정의 동상")
- 기르날다 콘 아모레스, 200쪽 (1959; "사랑이 담긴 화환")

아르헨티나 속어 사전
- 브레베 딕시오나리오 델 아르헨티노 엑스키시토, 161쪽 (1971; "세련된 아르헨티나인을 위한 간략 사전")

서한
- 엔 비아헤 (1967), 260쪽 (1996; "1967년 여행 중"; 실비나 오캄포에게 보내는 편지). 다니엘 마르티노 편집.

일기
- 데스칸소 데 카미난테스. 디아리오스 인티모스, 507쪽 (2001; "여행자를 위한 휴식과 친밀한 일기"; 그의 일기에서 발췌). 다니엘 마르티노 편집.

호르헤 루이스 보르헤스와 협업한 작품
- 라 레체 쿠아하다 데 라 마르토나 (1935; 라 마르토나의 응고된 우유 - 광고 브로슈어)
- 세이스 프로블레마스 파라 돈 이시드로 파로디 (1942; 영어로 Six Problems for Don Isidro Parodi, 1981년 번역, ISBN 0-525-48035-8)
- 도스 판타시아스 메모라블레스 (1946; "기억에 남는 두 가지 환상")
- 운 모델로 파라 라 무에르테 (1946; "죽음을 위한 모델")
- 쿠엔토스 브레베스 이 엑스트라오르디나리오스 (1955; "짧고 놀라운 이야기들")
- 크로니카스 데 부스토스 도메크 (1967; 영어로 Chronicles of Bustos Domecq, 1976년 번역, ISBN 0-525-47548-6)
- 리브로 델 시엘로 이 델 인피에르노, (1960; "천국과 지옥의 책")
- 누에보스 쿠엔토스 데 부스토스 도메크 (1977; "부스토스 도메크의 새로운 이야기들")

Dos fantasías memorables와 Un modelo para la muerte는 원래 300부 한정의 비공개 인쇄본으로 출판되었다. 첫 상업 인쇄본은 1970년에 출판되었다.
실비나 오캄포와 협업한 작품
- 로스 케 아만, 오디안 (사랑하는 자, 미워하는 자, 1946)

다니엘 마르티노와 협업한 작품
- 보르헤스 (2006).

호르헤 루이스 보르헤스와 협업한 각본
- 로스 오릴레로스 (1955, 건달들)
- 엘 파라이소 데 로스 크레옌테스 (1955, 신자들의 천국)
- 인바시온 (1969, 침략)
- 타자들 (1974)